# Chester (Californie)
Pour les articles homonymes, voir Chester.
Chester est une census-designated place dans le comté de Plumas, en Californie.

## Démographie
| 2000  | 2010  | - | - | - | - |
| ----- | ----- | - | - | - | - |
| 2 316 | 2 144 | - | - | - | - |